# Taisa (Karcowa)
Taisa, imię świeckie Tatjana Jurjewna Karcowa (ur. 29 maja 1896 w Dowspudzie, zm. 12 stycznia 1995 w Bussy-en-Othe) – rosyjska mniszka prawosławna, hagiograf i ikonograf, autorka zarysu historii monastycyzmu żeńskiego w Rosyjskim Kościele Prawosławnym.

## Życiorys
Była córką dyplomaty rosyjskiego Jurija Karcowa i jego żony Sofii zd. Kristafowicz. W dzieciństwie straciła matkę i wychowywała się w majątku rodziny z jej strony w Łopasnej pod Moskwą. Ukończyła w 1916 Aleksandrowski Instytut Szlachetnie Urodzonych Panien. Po rewolucji październikowej emigrowała do Niemiec. W Bawarii pracowała jako guwernantka dzieci księcia Lichtenberskiego. Następnie wyjechała do Francji, gdzie zamieszkała najwcześniej w 1924, według innych źródeł - dopiero na początku lat 30. Żyła w Paryżu, a następnie w Nicei.
W latach II wojny światowej wstąpiła do skitu Kazańskiej Ikony Matki Bożej w Moisenay-le-Grand. W 1946 złożyła śluby mnisze w riasofor przed archimandrytą Kasjanem (Biezobrazowem), przyjmując imię zakonne Taisa. W 1952 za zgodą egzarchy zachodnioeuropejskiego Włodzimierza (który był jej duchowym opiekunem) przeniosła się do monasteru Opieki Matki Bożej w Bussy-en-Othe.
W monasterze pracowała nad spisaniem zbioru żywotów świętych rosyjskich, który w 1983 wydał monaster Trójcy Świętej w Jordanville. Jest również autorką zarysu historii rosyjskiego monastycyzmu żeńskiego (Русское православное женское монашество XVII-XX вв.: К 1000-летию Православия на Руси) wydanego w 1986. Spisała wspomnienia, pisała także opowiadania, w których przedstawiała życie rosyjskiej diaspory w Nicei. Wykonała dekorację malarską w głównym soborze monasteru Wniebowstąpienia Pańskiego na Górze Oliwnej w Jerozolimie.
Wieczyste śluby mnisze złożyła 17 grudnia 1976 na ręce swojego ojca duchownego, archimandryty Hioba (Nikitina); zachowała dotychczasowe imię. Do końca życia przebywała w monasterze w Bussy-en-Othe, tam zmarła i została pochowana.
Jej siostra Jelena, po mężu Koncewicz, była prawosławną publicystką i rosyjską działaczką emigracyjną.